# Tektogenese
Tektogenese is een tektonisch proces waarbij, in tegenstelling tot epirogenese, de structuur en verhouding van de lagen van individuele delen van de aardkorst wordt veranderd. Dit deel van de aardkorst wordt ook wel 'tektogeen' genoemd, waarbij ook de aardkorst zelf in het geologische spraakgebruik 'tektogeen' wordt genoemd. Bij het proces hoeven niet noodzakelijk gebergten te ontstaan. Het wordt echter soms ook wel als algemeen begrip voor gebergtevorming (orogenese) gebruikt.